# Tondi, Indien
Tondi är en ort i Indien.   Den ligger i distriktet Rāmanāthapuram och delstaten Tamil Nadu, i den södra delen av landet, 2 100 km söder om huvudstaden New Delhi. Tondi ligger 9 meter över havet och antalet invånare är 16 468.
Terrängen runt Tondi är mycket platt. Havet är nära Tondi åt sydost.  Tondi är det största samhället i trakten.